# کاتسنلسدورف
کاتسنلسدورف (به آلمانی: Katzelsdorf) یک منطقهٔ مسکونی در اتریش است که در ناحیه وینر نوی‌اشتات-لاند واقع شده‌است. کاتسنلسدورف ۱۶٫۲۵ کیلومتر مربع مساحت دارد ۲۷۳ متر بالاتر از سطح دریا واقع شده‌است.